# Annette Schwarz
Annette Schwarz, pseudonimo di Annette Schönlaub (Magonza, 26 marzo 1984), è un'ex attrice pornografica tedesca.

## Biografia e carriera pornografica
Annette Schwarz è nata in Germania, in un piccolo paese. In giovane età sogna di divenire famosa, così si trasferisce a Monaco di Baviera, nella Germania meridionale, dove lavora come infermiera; questo le dà l'indipendenza economica dai genitori e l'occasione per le prime esperienze sessuali. Nel 2002, il giorno del suo diciottesimo compleanno, desiderosa di nuove esperienze, firma il suo primo contratto con una famosa produzione per adulti di John Thompson.
Dopo aver lavorato per qualche anno con Thompson girando oltre 50 scene, ha iniziato a interpretare produzioni della Private, di Evil Angel, Red Light District e di altri studi. Nelle sue scene ha praticato spesso atti di sesso orale estremo e di dominazione (con altre ragazze) o sottomissione (con uomini), ed anche pissing. Ha lavorato anche con Belladonna, Jake Malone, Joey Silvera e Rocco Siffredi. Siffredi l'ha elogiata come Porn-Starlet ai Venus Award Show in Germania nel 2005, edizione in cui lui ha ricevuto il premio alla carriera. Nel 2009 ha esordito alla regia con Fairly Abused 1, saga diretta anche nel 2011 e 2014.
Dopo il 2010 la sua attività di attrice si è notevolmente ridotta, tanto che nel 2011 ha girato solo una manciata di film ed è tornata a vivere in Europa. A dicembre dello stesso anno ha dichiarato sul suo blog che il ritorno in Europa non significava un suo ritiro dalle scene, ma di una scelta dovuta a varie ragioni, tra cui difficoltà burocratiche relative al continuo espatriare e rimpatriare negli Stati Uniti e una generale insoddisfazione nei confronti dell'ambiente pornografico americano.

## Riconoscimenti
AVN Awards
- 2008 – Best Group Sex Scene (video) per Fashionistas Safado: Berlin con Sintia Stone, Judith Fox, Vanessa Hill e Rocco Siffredi[8]
- 2009 – Best Oral Sex Scene (Film) per Face Fucking Inc. 3 con Joey Silvera[9]
- 2023 - Hall of Fame[10]

XRCO Award
- 2008 – Superslut[11]

## Filmografia
La Schwarz ha recitato nel seguito del premiato film di John Stagliano "Fashionistas 2".
- Sperma-Dschungel, (2002)
- Arschgefickt & vollgespritzt, (2003)
- Für einen Mund voll Sperma, (2003)
- Gierige Sperma Schlampen, (2003)
- Große Sperma Check, Der, (2003)
- Hallo, ich soll hier schlucken?, (2003)
- Komm rein und spritz ab!, (2003)
- Piss & Sperma Biester, (2003)
- Piss & Sperma Freundinnen, (2003)
- Piss und Sperma Gewitter, (2003)
- Schluck du Schlampe!, (2003)
- Schwester! Ich muss abspritzen!!, (2003)
- Spermafalle, Die, (2003)
- Sperma-Kränzchen, (2003)
- Spermaschleuder, Die, (2003)
- Sperma Service, (2003)
- Sperma Überraschung, (2003)
- Auf die Knie und schluck!, (2004)
- Blond & geil sucht dich!, (2004)
- Cissies Sperma Galerie, (2004)
- Nicht zicken, ficken!, (2004)
- Noch mehr schlucken!, (2004)
- Schluckilein, (2004)
- Sperma Eskapaden, (2004)
- Sperma-Hexe, Die, (2004)
- Sperma-Küken, Das, (2004)
- Schreib und schluck, (2005)
- Sperma Rakete, Die, (2005)
- Arschgefickt und abgeschluckt, (2006)
- Bad Bad Blondes, (2006)
- Baker's Dozen #8, (2006)
- Best of Blackzilla, (2006)
- Bezaubernde Tyra, (2006)
- Bitchcraft, (2006)
- Chocolate Vanilla Cum Eaters #3, (2006)
- Cock Craving Cuties, (2006)
- Daddy's Worst Nightmare #5, (2006)
- Dark Meat, (2006)
- The Darkside, (2006)
- Dementia #4, (2006)
- Dirty Dreams #4, (2006)
- Elastic Assholes #5, (2006)
- Evilution, (2006)
- Evilution #2, (2006)
- Fishnets #4, (2006)
- Fuck Dolls #7, (2006)
- Fuck Slaves, (2006)
- Fuckin' Foreigners, (2006)
- Gang Bang My Face, (2006)
- Girls Love Girls #2, (2006)
- Goo 4 Two #4, (2006)
- The Good, the Bad & the Slutty, (2006)
- Hand to Mouth #4, (2006)
- Hannah Goes to Hell, (2006)
- Hannah Harper Anthology, (2006)
- Home Wreckers, (2006)
- The Inception, (2006)
- Inseminated by 2 Black Men #11, (2006)
- Internal Cumbustion #10, (2006)
- Interracial Hole Stretchers #6, (2006)
- I've Been Sodomized, (2006)
- Mouth 2 Mouth #6, (2006)
- My Daughter's Fucking Blackzilla! #7, (2006)
- Nice Fucking View, (2006)
- No Cum Dodging Allowed #7, (2006)
- Nympho #2, (2006)
- Pop Goes the Weasel, (2006)
- POV Pervert #7, (2006)
- Pushed: Catfight #1, (2006)
- Rectal Intrusion, (2006)
- Rocco: Animal Trainer #22, (2006)
- Romantic Rectal Reaming #3, (2006)
- Round Butt Sluts #3, (2006)
- Sasha Grey Superslut, (2006)
- Scurvy Girls #2, (2006)
- Service Animals #24: The Kandee Man, (2006)
- Sex Slaves, (2006)
- Slutty & Sluttier, (2006)
- S.O.S.: Stretched Out Snatch #6, (2006)
- A Sperm-Load a Day, (2006)
- Sperm Receptacles #2, (2006)
- Squirters, (2006)
- Thumb Suckers, (2006)
- When Cock Is Not Enough, (2006)
- Zicken... jetzt seid ihr fällig! #2, (2006)
- 110% Natural #12, (2007)
- A Sperm-Load A Day, (2007)
- Anal Cumsumption #6, (2007)
- Anal Prostitutes On Video #4, (2007)
- Anal P.O.V. #4, (2007)
- Ass for Days #3, (2007)
- Big Wet Asses #11, (2007)
- Black Power, (2007)
- Butt Puppies, (2007)
- Buttworx, (2007)
- Elastic Assholes #5, (2007)
- Evil Anal #3, (2007)
- Fuck Slaves #2, (2007)
- Girls Will Be Girls, (2007)
- Give Me Gape #3, (2007)
- Hannah Harper Anthology, (2007)
- Head Case #2, (2007)
- I Dig 'Em In Pigtails #3, (2007)
- I Love Black Dick #3, (2007)
- Jada Fire Is Squirtwoman #2, (2007)
- Jazz Duro's Cheek Freaks #2, (2007)
- Milk Nymphos, (2007)
- Munch Box, (2007)
- Own My Ass #2, (2007)
- Party, (2007)
- Pink Paradise #2, (2007)
- Pirate Fetish Machine: Kinky Sex Berlin, (2007)
- Racial Tension #2, (2007)
- Razordolls, (2007)
- Registered Nurse, (2007)
- Semen Sippers #6, (2007)
- Sexecution #2, (2007)
- Slutty & Sluttier #3, (2007)
- Top Guns #7, (2007)
- Trans Obsessions, (2007)
- Violation Of Chelsie Rae, (2007)
- Whatabooty, (2007)
- White Wife Black Cock #8, (2007)